# レイモンド・スティーヴンス
レイモンド・スティーヴンス（Raymond Stevens、1963年7月26日 - ）はイギリスのサリー出身の柔道選手。現役時代は95kg級の選手。身長は183cm。

## 人物
最初はボクシングをやりたいと思っていたが、10歳の時に柔道をめめしいスポーツと思いながらも始めた。しかし、すぐにそうではないことを思い知らされた。後にボクサーのマイク・タイソンと会った時に柔道は最もタフなスポーツの1つだと言われたこともあった。
1988年までは86kg級の選手だったが、翌年95kg級に階級を上げた。1992年バルセロナオリンピックでは伏兵ながらも準決勝でポーランドのパウエル・ナツラを判定で破るなどして決勝まで勝ち進むが、ハンガリーのアンタル・コバチに有効2つと効果を取られて敗れたものの、銀メダルを獲得した。1996年アトランタオリンピックでは2回戦で敗れた。
引退後はロンドンの柔道道場「武道会」のコーチとなり、そこではデュランデュランのサイモン・ル・ボンとその妻でモデルでもあるヤスミン・ル・ボン、歌手で女優のカイリー・ミノーグ、外務・英連邦大臣を務めるウィリアム・ヘイグ、陸上1500mオリンピック金メダリストのセバスチャン・コー、映画監督のガイ・リッチーなどのセレブにも指導を行った。
また、柔道以外にBJJにも取り組んで、ホジャー・グレイシーから黒帯を取得した。
さらには、Ray Stevens Judo and Fitness Clubsを設立して、そこでは柔道、BJJ、MMA、キックボクシングなどの格闘技及びフィットネスを教えている。

## 主な戦績
86kg級での戦績
- 1985年 - フランス国際　3位
- 1985年 - イギリス国際　2位
- 1985年 - オーストリア国際　2位
- 1986年 - イギリス国際　3位
- 1986年 - 英連邦競技大会　優勝
- 1988年 - フランス国際　3位
- 1988年 - イギリス国際　3位

95kg級での戦績
- 1990年 - 英連邦競技大会　優勝
- 1990年 - イギリス国際　優勝
- 1992年 - バルセロナオリンピック　2位
- 1994年 - イギリス国際　優勝
- 1994年 - ヨーロッパ選手権　2位
- 1995年 - チェコ国際　2位
- 1995年 - イギリス国際　優勝
- 1995年 - 世界選手権　7位
- 1996年 - ドイツ国際　3位